# アトリエde加山
『アトリエde加山』は、（アトリエ・ド・かやま）は、BSフジで2012年4月3日から2013年3月26日まで毎週火曜日 23:00 - 23:55に放送されていた趣味を題材にしたトーク番組。隔週新作。全24回。

## 概要
加山雄三の冠番組で、BS放送での初ホスト&レギュラー番組。「究極の大人あそびは、最高の道具を自分自身で考え、創り上げること」を番組のテーマに、毎回“○○と若大将”と題し、1つの趣味をテーマに特集する。
幅広く様々な趣味を楽しむ、趣味の達人・加山雄三。そんな加山のもとを、趣味を極めたゲストたちが訪れ、その趣味にハマったきっかけ、自慢の一品、こだわりや理想などを語り合い、オリジナルの新しいアイテムを考える。
本番組の終了後、BSにおける加山のレギュラー番組は、2015年からBS朝日で放送されている『歌っていいだろう』まで2年半待つこととなる。

## 出演
- 加山雄三 - ホスト
- ゲスト

## テーマ曲
オープニングテーマ
- ビートルズ 「ユー・ライク・ミー・トゥ・マッチ」

エンディングテーマ
- 加山雄三とザ・ヤンチャーズ 「座・ロンリーハーツ親父バンド」（ドリーミュージック）

## 放送リスト
| 回 | 放送日                     | サブタイトル               | ゲスト              |
| -- | -------------------------- | -------------------------- | ------------------- |
| 1  | 2012年4月3日/10日/5月1日   | エレキと若大将             | 高見沢俊彦          |
| 2  | 2012年4月17日/24日/7月31日 | 自転車と若大将             | 水道橋博士          |
| 3  | 2012年5月8日/15日/10月30日 | 鉄道模型と若大将           | 向谷実              |
| 4  | 2012年5月22日/29日         | カメラと若大将             | 長谷川初範          |
| 5  | 2012年6月5日/12日          | 陶芸と若大将               | 谷村新司            |
| 6  | 2012年6月19日/26日         | オーディオと若大将         | 森本レオ            |
| 7  | 2012年7月3日/10日          | ウクレレと若大将           | CHAGE               |
| 8  | 2012年7月17日/24日         | 登山と若大将               | 三浦豪太            |
| 9  | 2012年8月7日/14日          | 黒澤映画と若大将           | 小堺一機            |
| 10 | 2012年8月21日/28日         | スクーバダイビングと若大将 | 岩城滉一            |
| 11 | 2012年9月4日/11日          | ランニングと若大将         | 東国原英夫          |
| 12 | 2012年9月18日/25日         | 絵画と若大将               | 石井竜也            |
| 13 | 2012年10月2日/9日          | サーフィンと若大将         | 吉田栄作            |
| 14 | 2012年10月16日/23日        | 落語と若大将               | 小倉久寛            |
| 15 | 2012年11月6日/13日         | ベンチャーズと若大将       | 三宅裕司            |
| 16 | 2012年11月20日/27日        | 仏像と若大将               | みうらじゅん        |
| 17 | 2012年12月4日/11日         | 昭和歌謡と若大将           | ASKA                |
| 18 | 2012年12月18日/25日        | ゲームと若大将             | 有野晋哉            |
| 19 | 2013年1月8日/15日          | 車と若大将                 | テリー伊藤          |
| 20 | 2013年1月22日/29日         | 史跡巡りと若大将           | ビビる大木          |
| 21 | 2013年2月5日/12日          | スウィーツと若大将         | ダイアモンド☆ユカイ |
| 22 | 2013年2月19日/26日         | 怪獣映画と若大将           | ラサール石井        |
| 23 | 2013年3月5日/12日          | 映画コレクターと若大将     | 竹中直人            |
| 24 | 2013年3月19日/26日         | 宇宙と若大将               | 松本零士            |

- アンコール放送 - 2012年5月1日（#1）、7月31日（#2）、10月30日（#3）

## スタッフ
- ナレーター：服部潤
- 構成：たが井まこと
- タイトル：秋田小百合
- リサーチ：林裕一
- 協力：池田屋、麻布プラザ、フジアール、ビスポ、アーツポート企画、コーラルレッド
- キャスティング：大野勝彦
- AD：窪田聡也、野崎悠太
- ディレクター：齋藤慎一郎、徳永勝也
- 監修：奥津啓治
- プロデューサー・演出：藤代賢二（NET WEB）
- プロデューサー：田平秀雄（BSフジ）
- 制作協力：NET WEB
- 制作著作：BSフジ